# Jordi Berenguer
Jordi Berenguer Ferrer (Alginet, 14 de septiembre de 1979) es un ciclista español retirado. Reside en Játiva (Valencia).
Nunca pasó a grandes equipos corriendo siempre en equipos menores de la última categoría del profesionalismo, sin embargo logró la tercera posición y por tanto medalla de bronce en el Campeonato de España de ciclismo en ruta de 2005, disputado en Murcia y solo por detrás de dos ciclistas ilustres como Juan Manuel Gárate y Paco Mancebo, oro y plata respectivamente. Siendo ese su mejor resultado como profesional. Como amateur ganó una etapa de la Vuelta a Lérida en 2001. Actualmente corre en categoría Master. En el 2015, como cicloturista, ganó la 25ª edición de la Quebrantahuesos, en la que tomaron parte Miguel Induráin (96.º) y Abraham Olano (41.º).

## Palmarés
2005
- 3.º en el Campeonato de España en Ruta

## Equipos
- Beppi (2003-2004)
  - Beppi-Pepolim & Irmaos (2003)
  - Beppi-Ovarense (2004)
- Catalunya-Ángel Mir (2005)
- Massi (2006)